# Elephantopus hirtiflorus
Elephantopus hirtiflorus là một loài thực vật có hoa trong họ Cúc. Loài này được DC. mô tả khoa học đầu tiên năm 1836.

## Phân bổ
Phạm vi bản địa của loài này là Venezuela (Bolívar, Monagas) tới Brazil.